# Thomas Thorninger
Thomas Thorninger (født 20. oktober 1972) er en dansk tidligere professionel fodboldspiller. Født i Ringkøbing og søn af advokat Holger Thorninger.

## Karriere
Thomas Thorninger gik under tilnavnet "den smilende dræber", fordi han kunne virke selvudslettende og altid optrådte smilende. Men foran mål blev han af mange opfattet som farlig.
Thorninger indledte sin senior karriere i 1990 i Vejle Boldklub, hvor han spillede 51 kampe og scorede 13 mål. På den tid blev han regnet som et af dansk fodbolds største talenter. I VB gjorde Thorninger det så overbevisende, at han blev hentet tilbage til PSV Eindhoven, hvor han havde været en del af ungdomsafdelingen. Gennembruddet i PSV kom dog aldrig.
I 1994 vendte Thorninger tilbage til dansk fodbold og AGF. Og det var blandt andet på grund af hans mange mål, at AGF i 1996 var få sekunder fra at vinde DM-titlen. Den sæson blev Thorninger topscorer i Superligaen med 20 scoringer. Desuden vandt han samme år DBU's landspokalturnering med AGF.
Efter sit succesfulde ophold i AGF skiftede Thorninger til Perugia og derfra videre til FCK og Udinese Calcio inden han vendte tilbage til AGF.